# Dimitrie Popescu
Dimitrie Popescu, född 10 september 1961 i Straja i Suceava, död 11 november 2023 i Bușteni i Prahova, var en rumänsk roddare.
Han tog OS-brons i tvåa med styrman i samband med de olympiska roddtävlingarna 1992 i Barcelona.